# Casting Crowns
Casting Crowns é uma banda cristã de soft rock. A banda foi criada pelo pastor de jovens Mark Hall (que também é o vocalista e líder) para atuar como ministério universitário. Eles gravavam CDs "caseiros" para divulgar a mensagem do evangelho aos estudantes. A banda se apresentava em um grupo de jovens em Atlanta antes de ser descoberta pela lenda da música cristã contemporânea Steven Curtis Chapman. Casting Crowns conseguiu um contrato de gravação e popularizou-se em 2003 com músicas como "If We Are the Body", "Who Am I" e "Voice of Truth". A banda atualmente é uma das mais vendidas nos Estados Unidos.
Esteve no Brasil, em Porto alegre/RS, em abril de 2013.

## Discografia
Álbuns de estúdio
- Casting Crowns (2003)
- Lifesong (2005)
- The Altar and the Door (2007)
- Peace on Earth (2008)
- Until the Whole World Hears (2009)
- Come to the Well (2011)
- The Acoustic Sessions: Volume One (2013)
- Thrive (2014)
- Glorious Day: Hymns of Faith (2015)
- The Very Next Thing (2016)
- Only Jesus (2018)

Independente
- Casting Crowns (2001)
- What If The Whole World Prayed (2002)

Ao vivo
- Live from Atlanta (2004)
- Lifesong Live (2006)
- The Altar and the Door Live (2008)
- Until the Whole World Hears... Live (2010)
- A Live Worship Experience (2015)

## Membros
Os membros da banda são:
- Mark Hall - líder, voz
- Juan DeVevo - violão, guitarra, voz
- Melodee DeVevo - violino, voz
- Hector Cervantes- guitarra, voz, até 2013
- Josh Mix- Guitarra- atual
- Chris Huffman - baixo
- Megan Garrett - teclado, acordeão, voz
- Andy Williams - bateria até 2009
- Brian Scoggin - bateria 2009 - atual

## Prêmios e nomeações
A banda ganhou e foi indicada para vários prêmios nos Estados Unidos. No Grammy Awards de 2006, seu álbum Lifesong ganhou o prêmio de Melhor Álbum Gospel Pop/Contemporâneo, o único Grammy da banda em oito indicações na carreira, com a mais recente sendo de "Only Jesus" para a categoria de Melhor Apresentação de Canção Gospel/Cristã Contemporânea na edição de 2020. A banda recebeu o Dove Awards de Grupo do Ano por cinco anos consecutivos de 2005–09, e eles receberam o Dove Award de Artista do Ano em 2010. Seus álbuns Lifesong e The Altar and the Door receberam ambos o Dove Award de Álbum Pop/Contemporâneo do Ano, enquanto suas canções "Who Am I", "Praise You In This Storm" e "East to West" foram laureadas com o Dove Award de Canção Pop/Contemporânea Gravada do Ano.
A banda também recebeu diversos prêmios e nomeações no American Music Awards, recebendo por quatro vezes o prêmio de Artista Contemporâneo Inspiracional Favorito (o artista mais laureado nessa categoria na história da premiação), e no Billboard Music Awards, onde em 2012 a banda foi laureada com o prêmio de Melhor Artista Cristão e o álbum Until the Whole World Hears foi premiado como o Melhor Álbum Cristão. No Dove Award de 2019, Mark Hall foi nomeado pela primeira vez à premiação de Compositor do Ano, enquanto que o álbum visual "Only Jesus" recebeu o prêmio de Vídeo de Formato Longo do Ano. Em 2020, com a nomeação da canção "Nobody (featuring Matthew West)" para o Dove Awards de Canção do Ano e Canção Pop/Contemporânea Gravada do Ano, a banda Casting Crowns recebeu pelo menos uma nomeação para a premiação por 17 anos seguidos.

## Parcerias e apoios

### Parcerias
- Jumpstart Resources
- World Vision

### Apoios
- Gibson Guitars
- Avalon Guitars
- Audix Microphones
- Westone In Ear Monitors
- Pro Mark Drum Sticks
- Ultimate Microphone Stands

## Versões em português
- PG, no CD "Eu sou livre", regravou a canção "Who Am I", que em português ficou "Quem sou Eu".
- David Quilan, no CD "Liberdade", regravou a canção "Lifesong", quem em português ficou "Minha vida cante a Ti".
- Alda Célia, no CD "Posso ir Além", a faixa nº10 "Voz de Deus" é a versão em português de "Voice of Truth", canção que fez muito sucesso e inclusive faz parte da trilha sonora do filme "Desafiando os Gigantes".
- Lydia Moisés, no CD "Desafio", fez uma versão da mesma musica que Alda Célia, "Voice of truth", só que ficou com o nome de "Voz de Jesus". Na realidade foi uma versão "mais ao pé da letra", e gravou também a musica "Praise You With The Dance", e ficou com o nome de "louvarei com danças".
- Chris Durán, no CD "Meu encontro" ano 2010, fez uma versão da música "Voice of truth", com o nome "Luz do Mundo".
- Ministério Mais de Ti, no cd Além da montanha fez uma versão da musica "Your Love Is Extravagant", que em português ficou "Seu Amor é extravagante".
- PG, no CD "A Conquista", regravou a canção "Praise You In The Storm", que em português ficou "Louvarei na Tempestade".
- Márcio Sampaio, no cd A luz da cidade gravou "love them like Jesus", com o nome de "vem até Cristo".
- Júlio Cézar, no CD "Amor sem limites" gravou "Does anybody Hear Her", com o nome "É preciso transmitir".
- Ministério Além do Véu, no cd intitulado" marcado com sangue" gravou "Sempre o melhor" e "para o mundo ouvir" que são as músicas "Always enough" e "Until The Whole World Hears" do álbum "Until The Whole World Hears"
- Ministério Evidências, gravou "Does anybody Hear Her" Com o Nome "Eu Vou me Derramar"